# Bergwerk Peißenberg
Das ehemalige Bergwerk Peißenberg war eines von mehreren südbayerischen Pechkohlenbergwerken. Neben der Pechkohle wurde zeitweilig auch Zementmergel für die Herstellung von Zement abgebaut. Es gab dabei über 100 Kilometer Strecken unter Tage. Heute gibt es ein Bergbaumuseum am Tiefstollen in Peißenberg. Außerdem gibt es einen Wanderweg, den Stollenweg, der zu verschiedenen alten Stätten der Bergbaus führt.

## Kohlenvorkommen
Die Pechkohlenvorkommen in Südbayern werden durch die rechten Donaunebenflüsse Lech im Westen und Inn im Osten begrenzt, die Lagerstätten befinden sich alle in sogenannten Mulden. Die „Peißenberger Mulde“ ist die nördlichste der drei großen Mulden im Westen der sogenannten Faltenmolasse. Der Ort Peißenberg liegt ungefähr in der Mitte der gleichnamigen Mulde. Dieses Kohlevorkommen erstreckt sich 20 Kilometer in Ost-West-Richtung, in etwa von Huglfing bis nach Peiting und ist 4 bis 5 Kilometer breit. Im damals nur teilweise erschlossenen Ostfeld dieser Mulde liegen die Flöze tiefer und waren somit schwieriger abzubauen. Im Osten wurde das Grubenfeld von der sogenannten Olympiastraße begrenzt. Insgesamt wurden etwa 40 Millionen Tonnen Kohle zusammen mit Hohenpeißenberg und dem Bergwerk Peiting aus der Peißenberger Mulde gewonnen. Es sind noch Kohlenvorräte von weiteren rund 40 Millionen Tonnen dort vorhanden, hauptsächlich im Ostfeld. In der Peißenberger Mulde gibt es 26 Flöze.
| Flözname   | Mächtigkeit in Meter | davon Kohle in Meter |
| ---------- | -------------------- | -------------------- |
| Flöz 2     | 0,4 bis 0,5          | 0,40 bis 0,50        |
| Flöz 6     | 0,3 bis 0,5          | 0,25 bis 0,35        |
| Flöz 8     | 0,3 bis 1,8          | 0,30 bis 0,45        |
| Flöz 10/11 | 1,0 bis 3,0          | 0,70 bis 1,00        |
| Flöz 14    | 0,8 bis 2,0          | 0,40 bis 1,20        |
| Flöz 16    | 0,3 bis 0,5          | 0,30 bis 0,40        |
| Flöz 17    | 0,5                  | 0,30 bis 0,50        |
| Flöz 22    | 0,25 bis 0,8         | 0,25 bis 0,30        |
| Flöz 23    | 0,3 bis 0,8          | 0,30 bis 0,40        |

## Geschichte

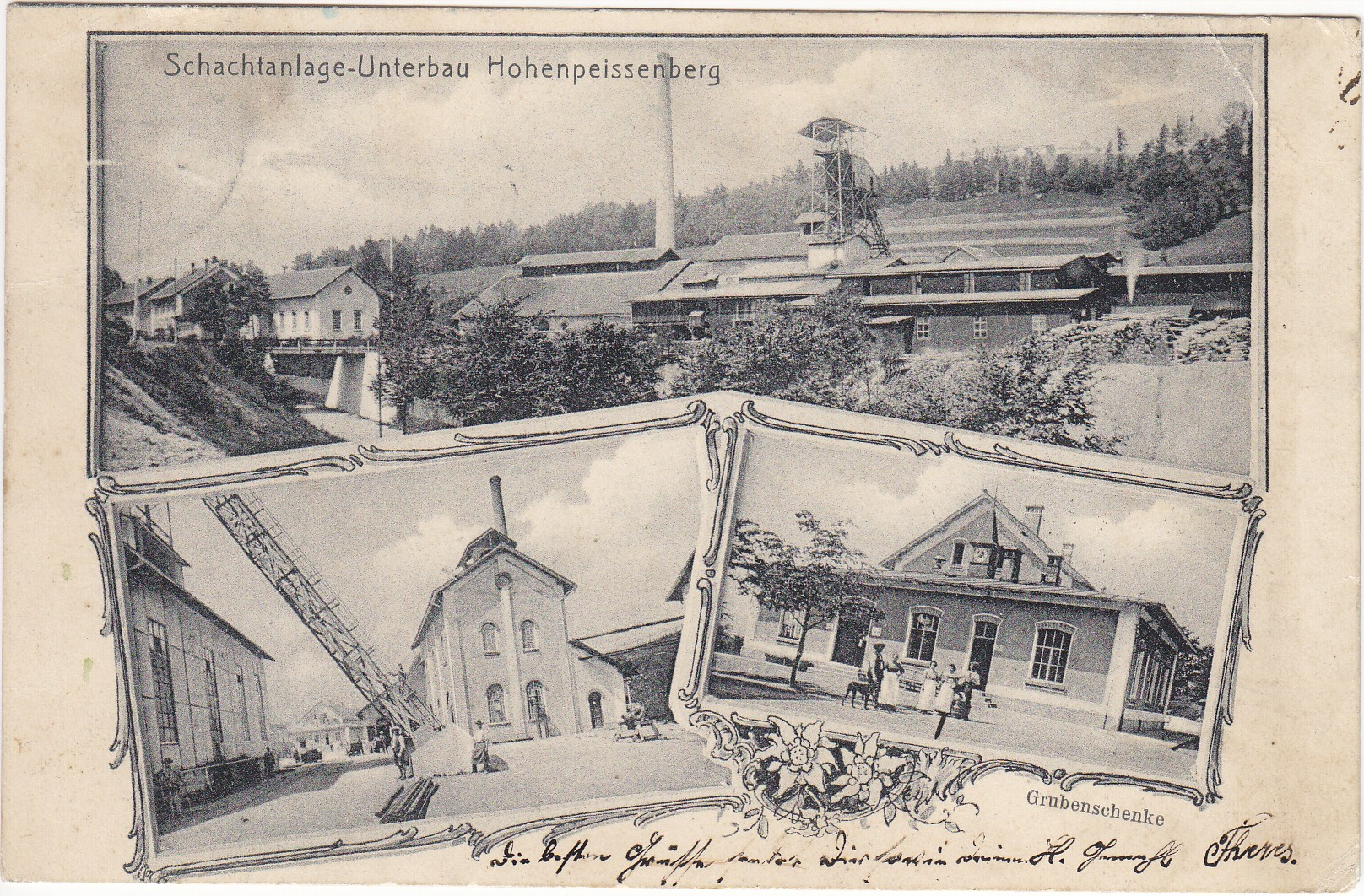
Schachtanlage Unterbau in Hohenpeißenberg

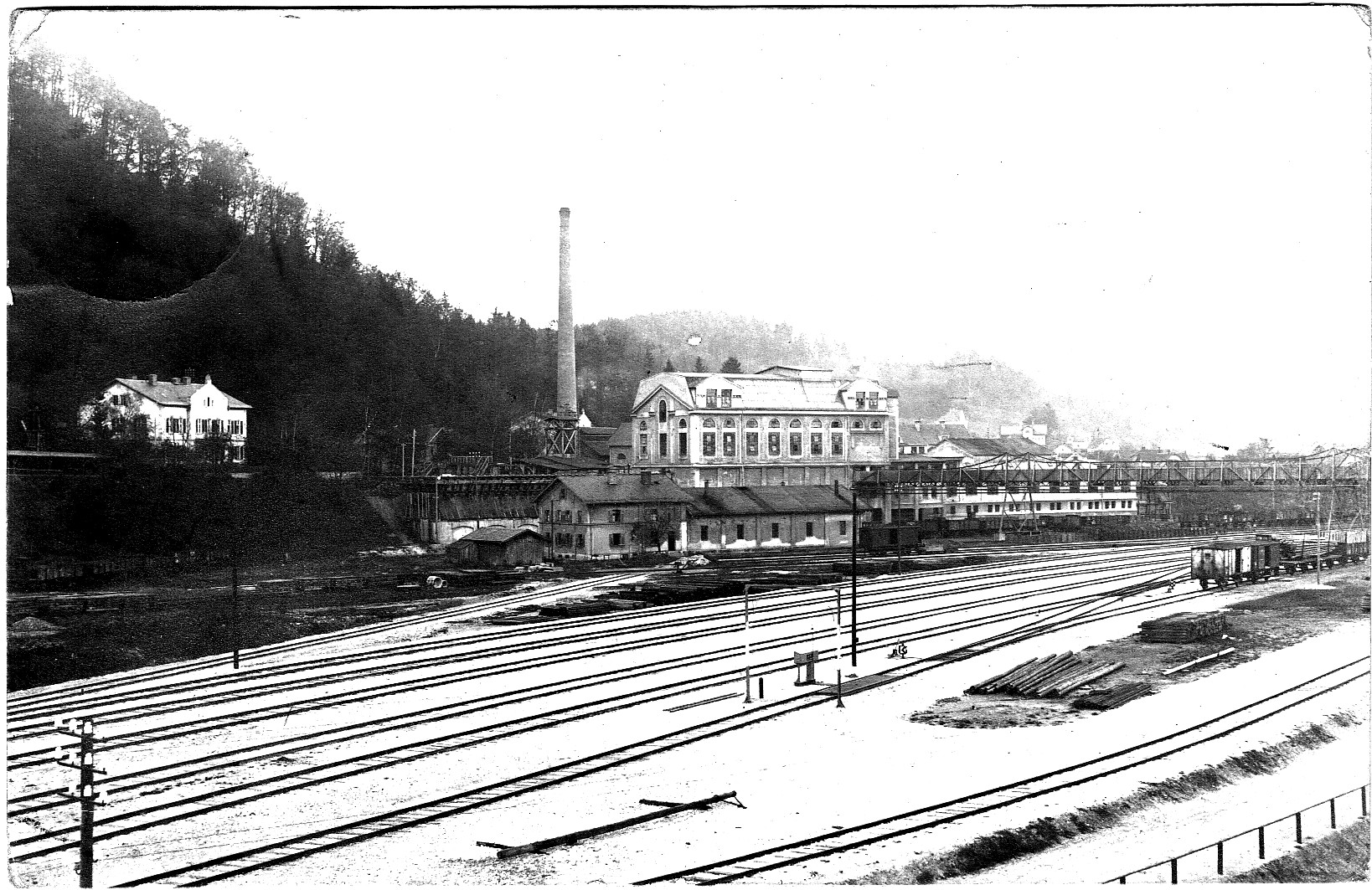
Alte Kohlenwäsche am Tiefstollen um etwa 1916

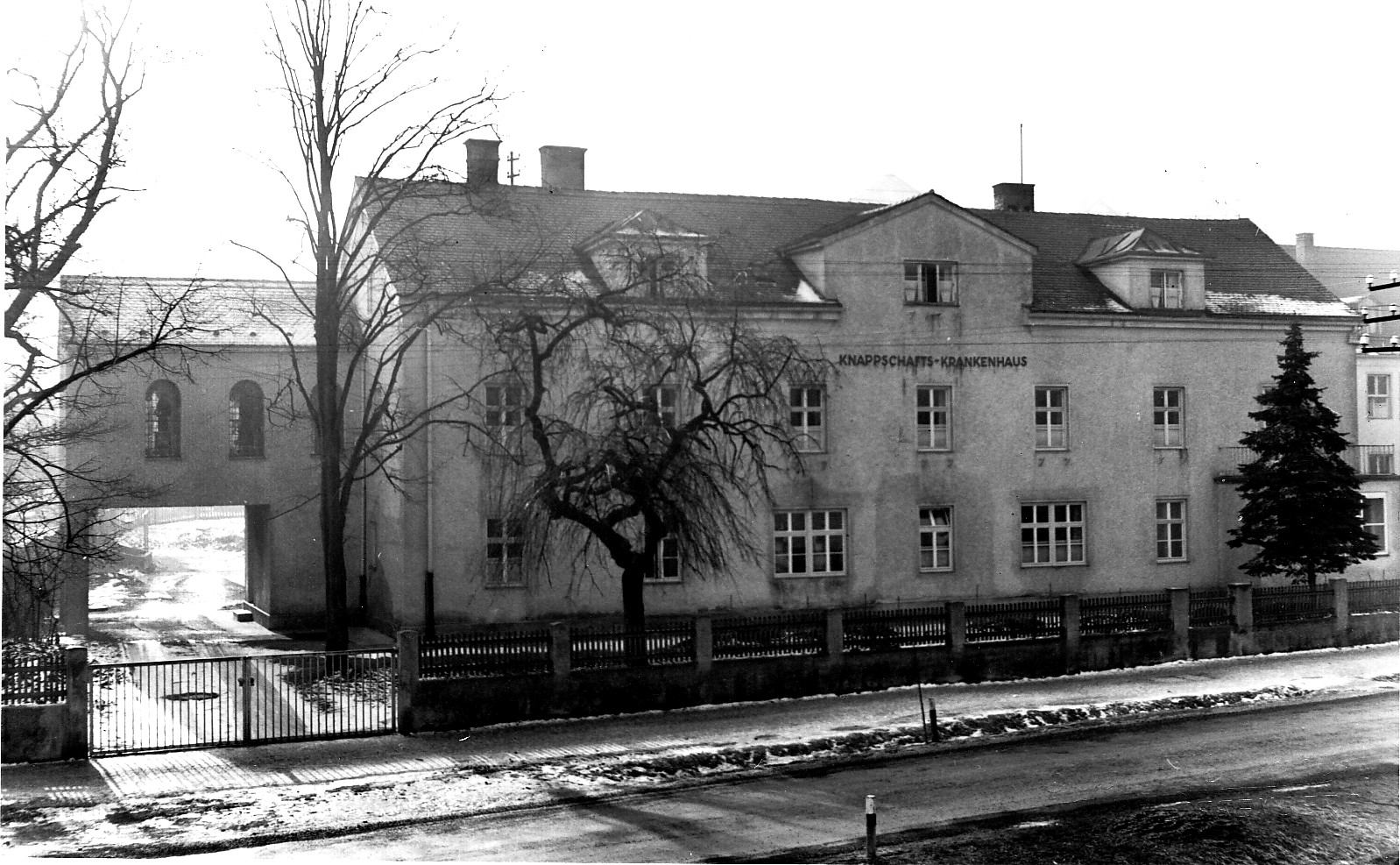
Knappschaftskrankenhaus in Peißenberg um etwa 1955

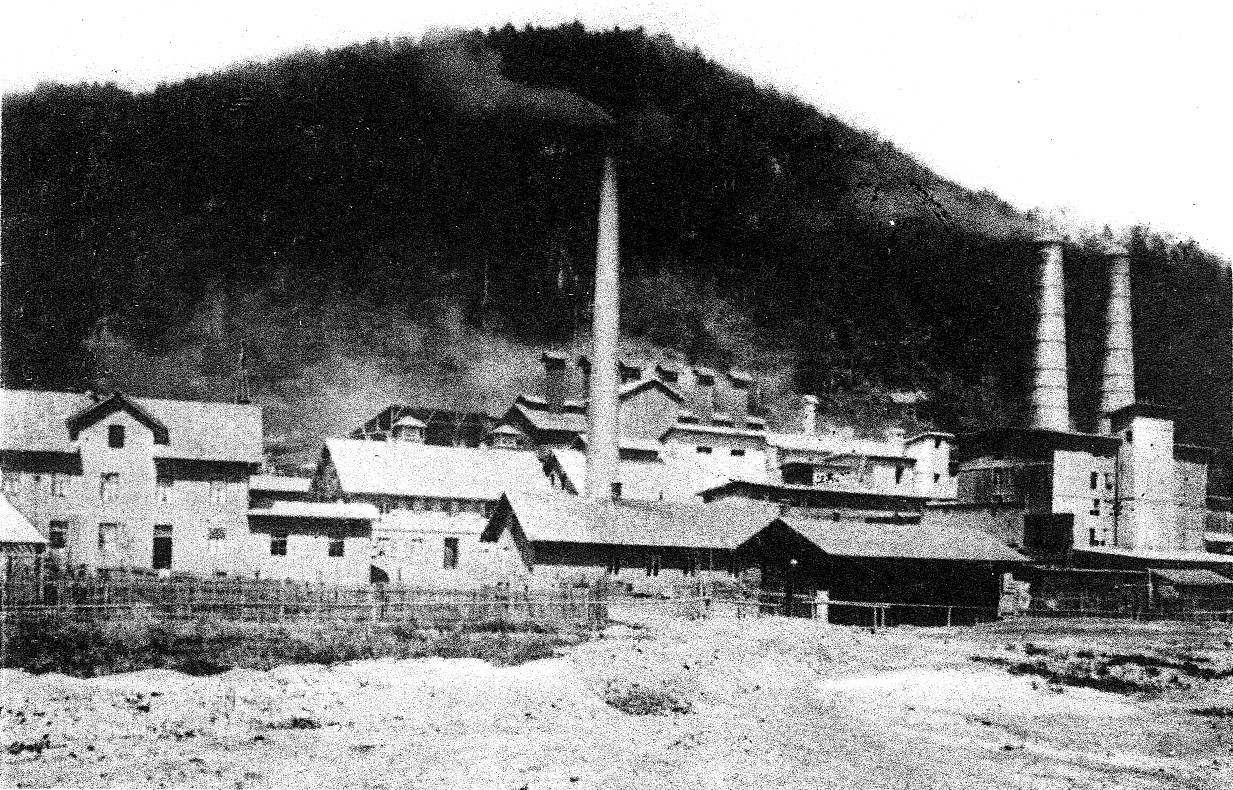
Zementwerk in Peißenberg um 1900

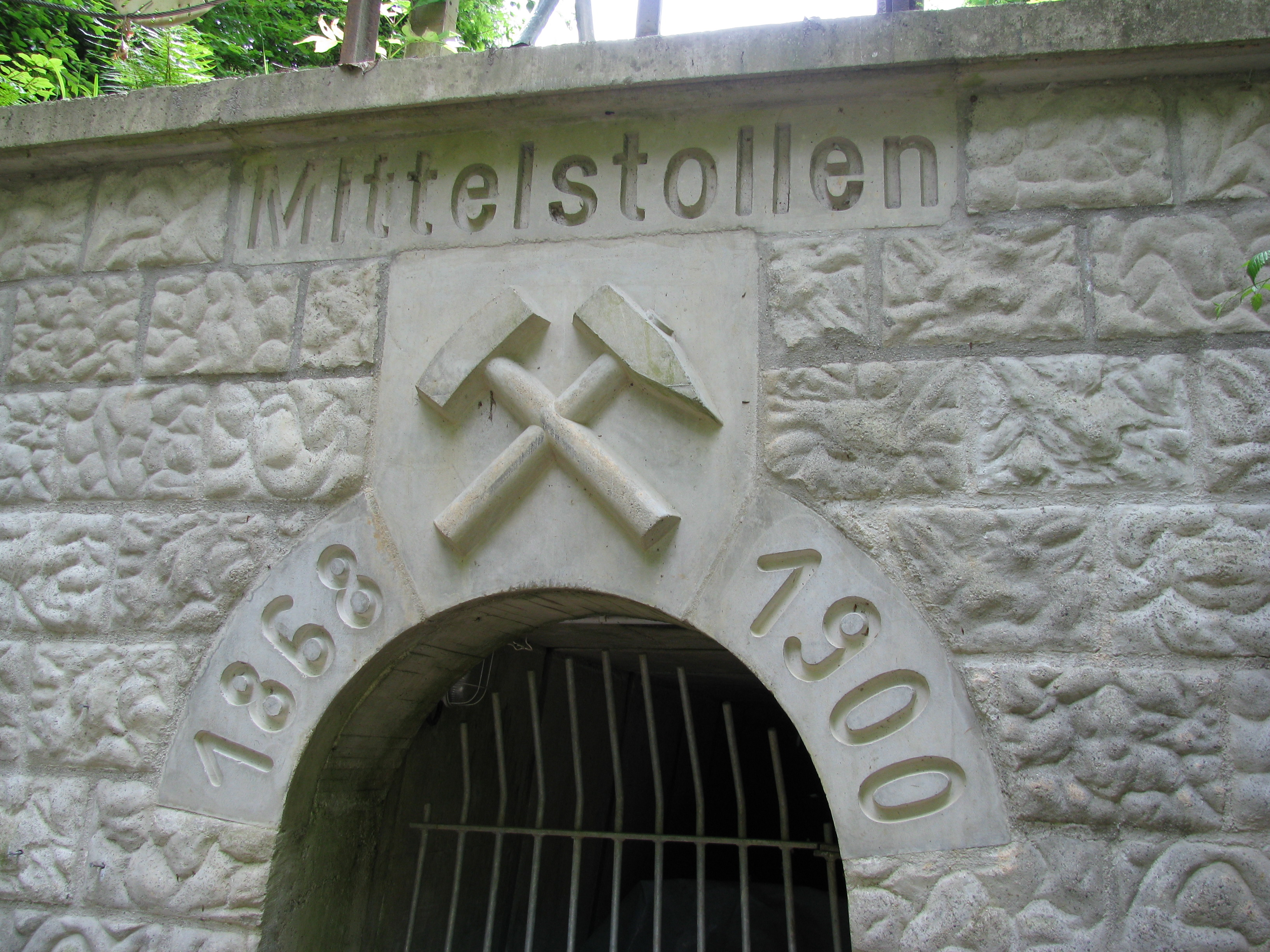
Mittelstollen

### Anfänge
Das Pechkohlenvorkommen der Peißenberger Mulde wurde wohl schon um 1540 entdeckt. Im Jahr 1580 machte ein Bauernjunge namens Christoph Lenker auf der Südseite des Hohen Peißenbergs beim Viehhüten ein Feuer, dabei entdeckte er die Kohlenvorkommen. Er konnte den in Brand geraten Boden dadurch löschen, indem er einen in der Nähe fließenden Bach umleitete. Noch im gleichen Jahrhundert begannen erste vorübergehende Abbautätigkeiten. Bereits im Jahr 1593 ist ein Abbau, auf Veranlassung durch den Wittelsbacher Herzog Wilhelm V. in der Ammerleite bei Peiting überliefert. Im weiteren Verlauf gab es einen weiteren, zumeist eher geringen Abbau in der Peißenberger Mulde unter anderem durch Geschäftsleute und durch ortsansässige Bauern. Vor der Industrialisierung wurde die Kohle hauptsächlich für das Kalk- und Ziegelbrennen gebraucht, sie wurde auch für den Hausbrand verwendet.

### Systematischer staatlicher Förderbetrieb
1836 geht ein Auftrag der General-Bergwerks- und Salinen-Administration an den Oberbergrat Freiherr von Gumppenberg, ein Grubenfeld in Hohenpeißenberg zu eröffnen und einen Betriebsplan auszuarbeiten. Der systematische staatliche Abbau begann am 8. Mai 1837 im Ortsteil Brandach in Hohenpeißenberg mit dem Anschlag des oberen Stollens, der später Hauptstollen genannt wurde. Die Belegschaft bestand damals aus einem Steiger und fünf Knappen. Ab 1840 förderten die Bergleute erste Kohle. Zunächst ging die Kohle nur in die unmittelbare Umgebung, erster größerer Kunde war ab 1842 eine Augsburger Spinnfabrik. Augsburg war damals verkehrsgünstig, da der nahegelegene Lech als kostengünstiger Transportweg per Floß verwendet werden konnte. Bald darauf wurden weitere neue Stollen angeschlagen wie z. B. der Unterbaustollen ab 1847, Oststollen ab 1847, Hermannstollen ab 1857 usw. Nachdem es bereits 1842/43 zu einer Kohlenkrise gekommen war, versuchte die General-Administration wegen Absatzproblemen die Grube 1859/60 erfolglos zu versteigern. Im Verlauf der Zeit verlagerte sich der Schwerpunkt der Abbautätigkeit von Hohenpeißenberg immer weiter östlich, in Richtung Peißenberg, mit dem Mittelstollen ab 1868 und dem Tiefstollen ab 1869. 1866 wurde die Eisenbahnstrecke Tutzing–Weilheim–Unterpeißenberg eröffnet und ab 1875 gab es eine nur für den Kohleverkehr genutzte Werksbahn vom Bahnhof Unterpeißenberg bis zum Bergwerk. Am Tiefstollen entstand der bergwerkseigene Werksbahnhof Sulz. 1875 siedelte auch die Grubenverwaltung von Hohenpeißenberg nach Peißenberg um. Als eine Folge des Bahnanschlusses wuchs die Fördermenge rasch an. 1879 wurde die Werksbahn zum Tiefstollen für den Personenverkehr freigegeben und der Bahnhof Sulz 1880 in Peißenberg umbenannt. Nachdem es in Peißenberg zunächst nur ein Verbandszimmer am Werk gab, wurde 1876/77 an der Hauptstraße ein eigenes Krankenhaus gebaut. Hierbei handelte es sich um den nordöstlichen Teil des späteren Gesamtkomplexes und es war zunächst nur für Bergleute vorgesehen. Von 1889 bis 1895 ließ die Grubenverwaltung dann wiederum in Hohenpeißenberg die Unterbauschächte bis auf 280 Meter Tiefe abteufen, weil unterhalb des Tiefstollenniveaus keine Stollenanlage mehr möglich war. Dort teuften Bergarbeiter zwei Schächte ab, der eine für die Förderung und der andere für Wasserhaltung und Bewetterung. 1907 wurde die Kohlenwäsche am Tiefstollen in Betrieb genommen. Um Kohle vom Unterbauschacht bis zum Tiefstollen in Peißenberg transportieren zu können, gab es von 1898 bis 1928 eine 3,6 Kilometer lange Seilbahn. Entlang des heutigen Stollenweges sind noch Überreste dieser Drahtseilbahn zu sehen.

### Zieglmeierschacht
Von 1912 bis 1915 teuften Grubenarbeiter den Hauptschacht in Peißenberg ab, den man ab 1954 in Zieglmeierschacht umbenannte, anlässlich des 80. Geburtstags des Oberbergdirektors Zieglmeier. Mithilfe dieses Schachtes konnten zwischen 1915 und 1971 etwa 30 Millionen Tonnen Kohle gefördert werden. Um die Kohle von dem neuen Schacht zur Kohlenwäsche am Tiefstollen transportieren zu können, baute der Grubenbetreiber eine 1 Kilometer lange Kettenbahn. Am 13. und am 15. Dezember 1919 kam es zu zwei Kohlenstaubexplosionen, hierbei kamen 15 Bergleute ums Leben und 21 Bergleute verletzten sich dabei. Im Jahre 1927 wurde die BHS gegründet, die den Betrieb der Grube übernahm. Von 1927 bis 1928 errichtet, ließ man am Hauptschacht eine neue, leistungsfähigere Kohlenwäsche bauen, daraufhin wurde die alte Kohlenwäsche am Tiefstollen abgebrochen. 1928 stellte die BHS die Förderung durch den Unterbauschacht ein. Das Bergwerk erreichte erstmals im Jahr 1929 eine Jahresförderung von 500.000 Tonnen Kohle mit 2.200 Arbeitnehmern. 1931 wurde eine Brikettfabrik am Hauptschacht gebaut, um Kleinkohle für den Hausbrand aufbereiten zu können. Von 1937 bis 1939 teuften Grubenarbeiter den Wetterschacht am Bahnhof in Hohenpeißenberg ab, er war ab Mitte Oktober 1960 mit 1150 Meter Teufe tiefster Schacht Bayerns. 1946 verfüllte man die Unterbauschächte, die bis dahin noch als Wetterschacht genutzt worden waren. 1951 wurde in Peißenberg ein neues mechanisches Abbauverfahren für geringmächtige Flöze, der sogenannte Rammbetrieb entwickelt, im gleichen Jahr stellten die Bergleute erstmals einen Durchschlag (untertägige Verbindung) mit der Peitinger Grube her. Ab 1954 wurde mit der Mechanisierung der Kohlengewinnung mit Kohlenhobeln und Panzerförderern begonnen, ebenfalls 1954 wurde das alte Fördergerüst am Zieglmeierschacht durch ein neues stärkeres ersetzt. Im Jahr 1961 ließ die BHS das Kraftwerk Peißenberg bauen, ein 40 Megawatt-Kraftwerksblock in der Nähe der Zieglmeierschachtes, im selben Jahr begann die Förderung aus dem Ostfeld. 1963 hatte das Werk mit 3913 Leuten den höchsten Gesamtbelegschaftsstand erreicht, gleichzeitig gab es in diesem Jahr die höchste Jahresförderung mit 990.000 Tonnen. Im Zuge der Stilllegung der Grube Hausham kauft die BHS 1966 das Kraftwerk Hausham, ein weiteres 40-MW-Blockkraftwerk. Zusammen mit dem Peißenberger Kraftwerk wurden dann etwa 37 % der Gesamtförderung verstromt. Den tiefsten Punkt des Abbaus erreichte das Bergwerk 1970 mit 1.245 Metern.

### Zementgewinnung
Neben der Pechkohle wurde auch Zementmergel für die Herstellung von Zement abgebaut. Im Flöz 9 war zeitweilig ein Zementmergel-Abbau vorhanden. Im 19. Jahrhundert stand zwischen dem Hermann- und dem Mittelstollen eine Zementmühle, die Kalk- und Zementherstellung in Verbindung mit dem Kohlenbergbau machte von 1870 bis 1880 etwa 10 % des Umsatzes aus. Etwa ab 1900 gab es ein Zementwerk, das ungefähr zwischen der späteren Zieglmeierschachtanlage und dem Tiefstollen lag.

### Schließung des Bergwerks
Die Kohlenförderung wurde am 31. März 1971, aufgrund eines Beschlusses des Aufsichtsrates der BHS vom 13. November 1969, wegen mangelnder Rentabilität eingestellt. Zuletzt betrug die Förderleistung maximal etwa 3,8 Tonnen pro Mann je Schicht. Gewinne konnten in den letzten Jahren nicht mehr erzielt werden. Zur Fortführung des Abbaus wäre ein neuer Wetterschacht im Ostfeld notwendig gewesen, der nicht mehr wirtschaftlich vertretbar war. Hauptgrund für die Schließung des Bergwerks war, dass diese Kohle im Gegensatz zu Heizöl nicht mehr konkurrenzfähig war. Das Peißenberger und das Haushamer Kraftwerk wurden an die Isar-Amperwerke und die Lechwerke mit Wirkung zum 1. Oktober 1970 verkauft. Zum 31. Dezember 1972 war die Abwicklung des Betriebs abgeschlossen. Um nach der Schließung des Bergwerks den Bergleuten gezielt neue Arbeitsplätze zu verschaffen, wurden damals in Peißenberg Fertigungsstandorte (Siemens, MTU, Agfa Gevaert) und Firmen (Prüfbau, Cometall) angesiedelt.
Am 2. August 1979 wurde der Verein der "Bergbaumuseumsfreunde Peißenberg e. V." in das Vereinsregister eingetragen. 1995 wurde eine Knappengedächtniskapelle auf der Berghalde am Guggenberg in Peißenberg gebaut. Heute gibt es noch eine Knappenkapelle (Musikkapelle) und einen Knappenverein in Peißenberg.

## Varia
- In den 1960er Jahren fanden Dreharbeiten für die Weltraumserie Raumpatrouille Orion auf der Bergehalde in Peißenberg statt.[28]
- Die Anfänge dieses Kohlenbergbaus wurden im Roman von Carl Oskar Renner: Der Spion vom Peißenberg von 1995 verarbeitet.
- Im März 2008 wurden Filmszenen für den Kurzfilm Die Rote Kapelle von Alexander Böhle und Andreas Bittner auf dem Tiefstollengelände (Bergbaumuseum und im Tiefstollen) gedreht.
- Die Folge "Note Ungenügend" der Fernsehserie Der Nachtkurier meldet spielt zum Teil am Bergwerk Peißenberg.

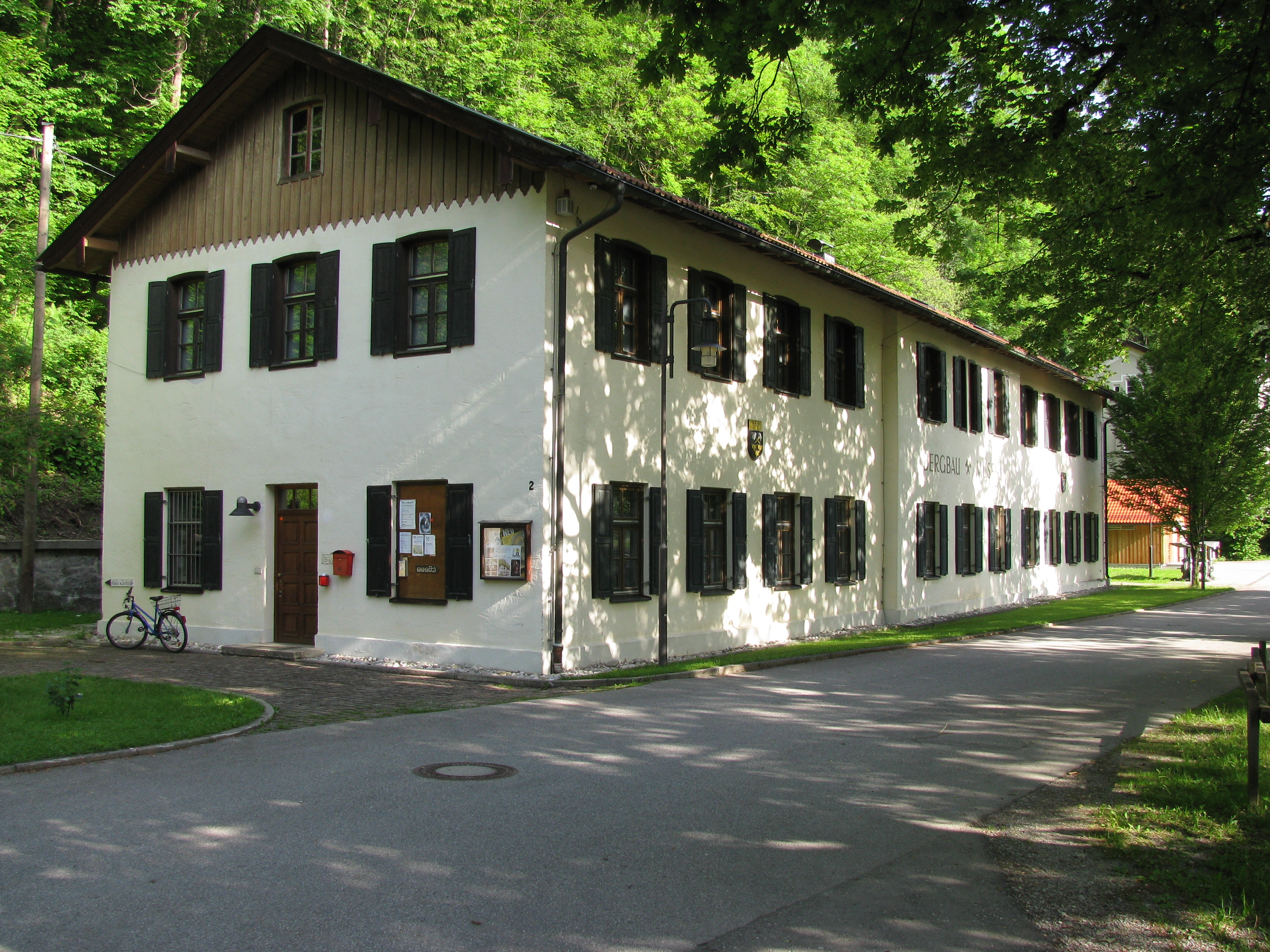
Bergbaumuseum in Peißenberg
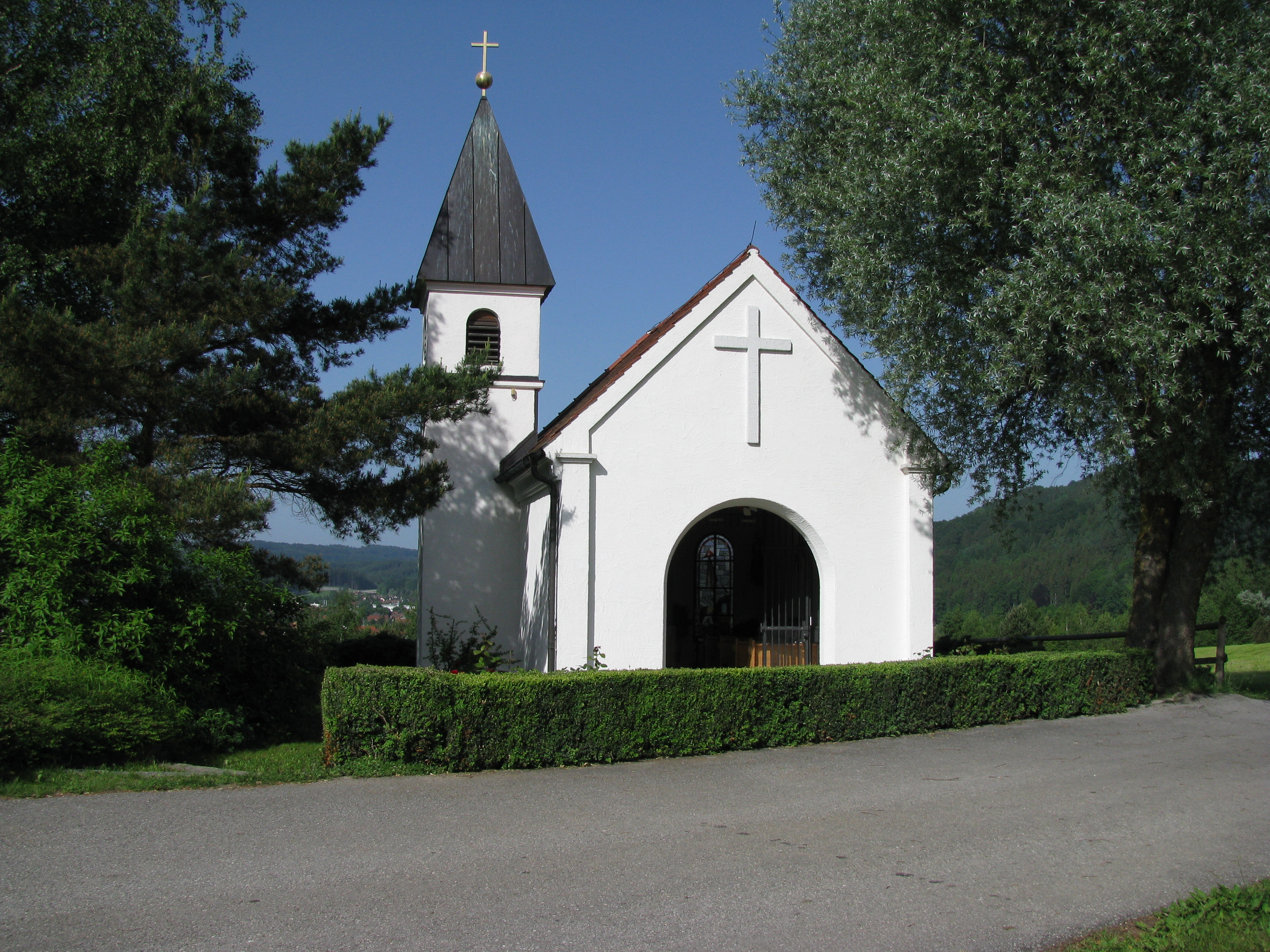
Knappengedächtniskapelle in Peißenberg
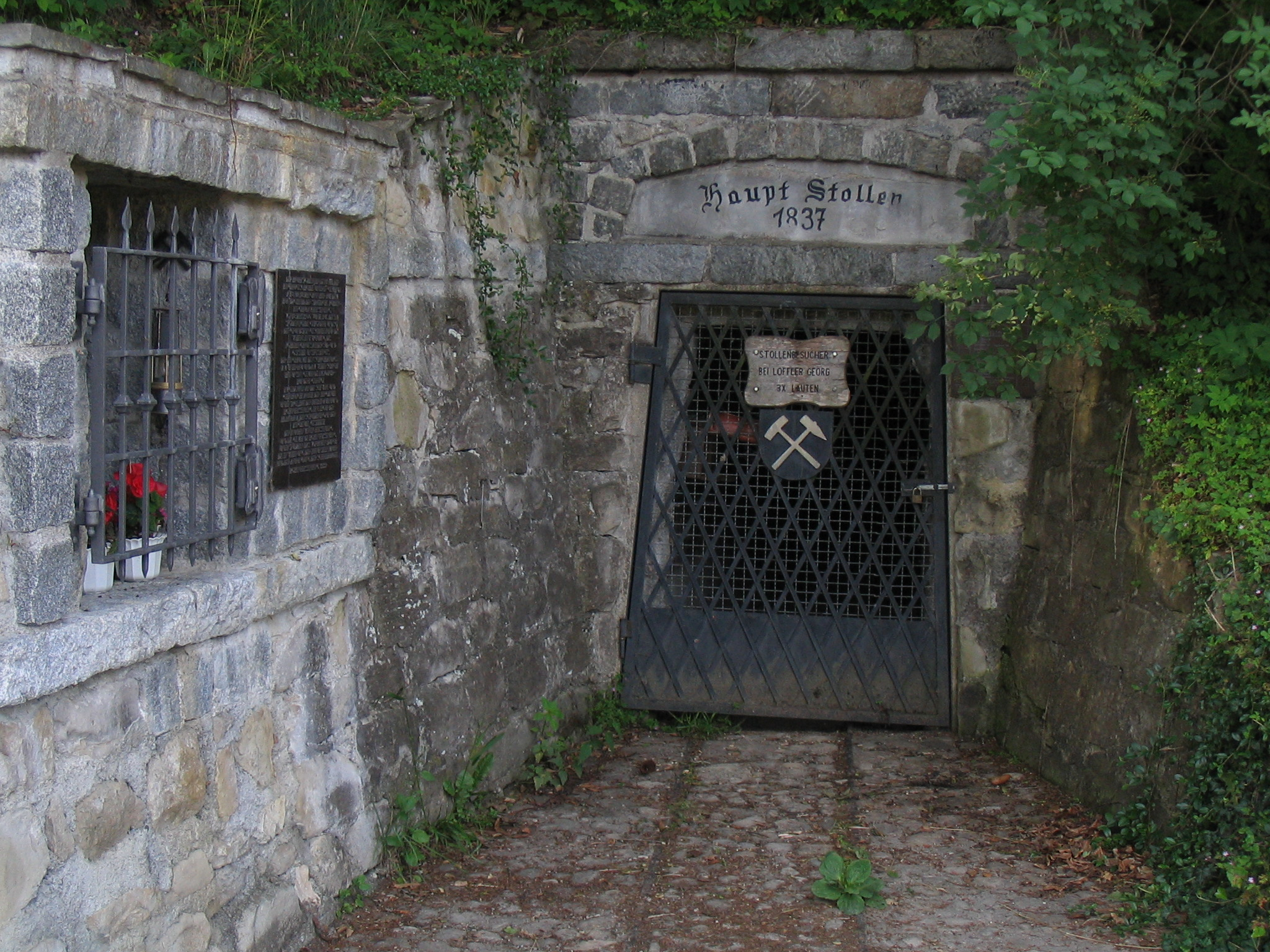
Der Hauptstollen in Hohenpeißenberg
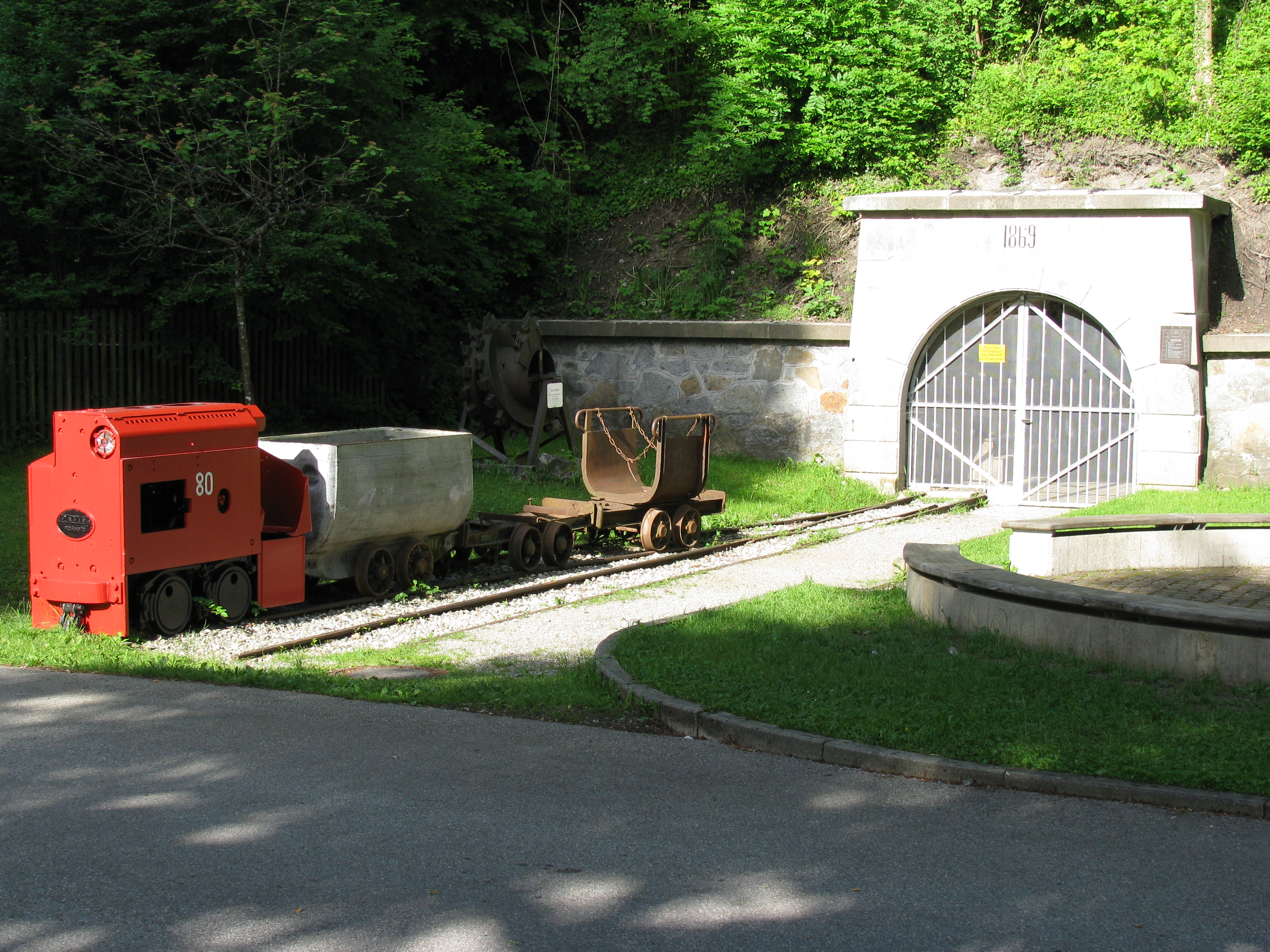
Am Tiefstollen in Peißenberg